# ЦИАТИМ-201
ЦИАТИМ-201 — антифрикционная морозостойкая многоцелевая литиевая смазка, разработанная в СССР. 
Представляет собой однородную мазь светло-коричневого или светло-жёлтого цвета. Состоит из основы — минерального вазелинового приборного масла серно-кислотной очистки МВП, загущенное стеаритом лития (химическая формула C17H35COOLi). С целью сохранения химической стабильности в смазку вводится органический стабилизатор — N-фениламинобензол (С6Н5)2NН в количестве 3 %.
Смазка ЦИАТИМ-201 была разработана в Центральном институте авиационных топлив и масел — ЦИАТИМ, ныне Всероссийский научно-исследовательский институт по переработке нефти (ВНИИНП).

## Технические условия
Смазка ЦИАТИМ-201 производится по настоящее время (2023 год) по ГОСТ 6267-2021, ранее по ГОСТ 6267-74.

## Характеристики продукта
- предел прочности при +50 °С не менее 2,5 гс/см²
- температура каплепадения не ниже +170 °С
- заявленный рабочий диапазон температур от −60 до +140 °С (при длительной работе температура не выше +90 °С)

Стандартная расфасовка смазки для потребителей (кроме розничной торговой сети) — запаянные железные банки по 850 г

## Применение
Используется для смазывания малонагруженных узлов трения и скольжения, в механизмах авиационной (наиболее широкая сфера применения), автомобильной и другой наземной техники, радиотехнического оборудования, электромеханических и точных приборах, работающих с минимальным сопротивлением при низких температурах. Не применяется для подшипников скольжения из-за загустевания со временем. При высоких нагрузках использовать её не рекомендуется. Благодаря сохранению смазочных свойств при низких температурах смазка широко используется в механизмах техники, эксплуатируемой в условиях Крайнего Севера.
Наличие в составе смазки антиокислителя объясняет её химическую стабильность. Коллоидная стабильность ЦИАТИМ-201 низкая: при длительном хранении из смазки выделяется жидкое масло, что неблагоприятно сказывается на её эксплуатационных свойствах.
На данный момент смазка ЦИАТИМ-201 не в полном объёме соответствует современным требованиям. Причинами являются низкая максимальная температура использования и её недостаточная механическая стабильность. Кроме того, к недостаткам этой смазки относят разрушение смазочного состава при механическом воздействии и, как результат, снижение её вязкости и предела прочности. Вследствие мягкой консистенции и недостаточной степени липкости существует возможность её механического смывания с открытых поверхностей. Наблюдается расслоение смазки на фракции при длительном хранении как в таре, так и при простое без движения смазываемых узлов и агрегатов.
Существенным недостатком смазки ЦИАТИМ-201 также является её высокая гигроскопичность и, как следствие — малопригодность для работы в открытых узлах, работающих в незащищённых атмосферных условиях или повышенной влажности. Именно поэтому данную смазку нежелательно применять в автомобильной технике, в качестве заменителя смазки ЛИТОЛ-24. Также крайне неэффективно применять эту смазку для консервации деталей и механизмов. Со временем на открытом воздухе она высыхает и теряет свои эксплуатационные свойства, превращаясь даже в абразив.

## Альтернативы
Допустимой альтернативой смазке ЦИАТИМ-201 являются смазки МС-70 и ЦИАТИМ-221, однако максимальный температурный предел эксплуатации МС-70 — +65 °С, а ЦИАТИМ-221 в 3—5 раз дороже, чем ЦИАТИМ-201.